# Fortran
A Fortran általános célú programozási nyelv, melyet elsősorban matematikai számítások (például mérnöki alkalmazások) megkönnyítésére fejlesztettek ki. Maga a Fortran szó a The IBM Mathematical Formula Translating System névből jön (=matematikai képletet fordító rendszer). Eredetileg csupa nagybetűvel írták (FORTRAN-nak), csak később tértek a ma is elfogadott nagy kezdőbetűs (Fortran) írásmódra. A Fortran volt az első ún. magas szintű programozási nyelv. A nyelvet az IBM cég fejlesztette ki az 1950-es években, azóta több újabb verziója is megjelent. A különféle Fortran-verziókat eleinte egy-egy római számmal különböztették meg, később pedig évük feltüntetésével a Fortran szó után. A Fortran-verzióik:

| év   | név          |
| 1957 | FORTRAN      |
| 1958 | FORTRAN II   |
| 1958 | FORTRAN III  |
| 1961 | FORTRAN IV   |
| 1966 | FORTRAN 66   |
| 1978 | FORTRAN 77   |
| 1991 | Fortran 90   |
| 1997 | Fortran 95   |
| 2004 | Fortran 2003 |
| 2010 | Fortran 2008 |
| 2018 | Fortran 2018 |
| 2023 | Fortran 2023 |

## A jelenleg is használatban lévő verziók
- Fortran 66
- Fortran 77
- Fortran 90
- Fortran 95

Új generációs verziók:
- Fortran 2003
- Fortran 2008
- Fortran 2015
- Fortran 2018
- Fortran 2023

Manapság a leginkább elterjedt a 77-es verzió, de egyre népszerűbb a 90-es is. A Fortran 95 a 90-es verzió módosítása, mely 1996-ban jelent meg. Ezeken kívül vannak speciális verziók is, jó példa erre a HPF (High Performance Fortran = nagy teljesítményű Fortran), az F és a Ratfor.
Fontos, hogy a legtöbb Fortran 77-es szerkesztő speciális kiegészítéseket is támogat, pl. nem alapértelmezett kiterjesztéseket is elfogad. E szócikk azonban az alapértelmezett Fortran 77-et, Fortran90-et és Fortan95-öt ismerteti.
Mind a mai napig a Fortran a legelterjedtebb programozási nyelv a mérnöki (és egyéb magas szintű matematikai) számítások elvégzéséhez.[forrás?] Jelenleg a Fortran a legrégebb óta használatban lévő programozási nyelv. Többi oka is van annak, hogy a Fortran ilyen régóta alkalmazott és előreláthatólag az is marad, ilyen ok például a "szoftver-inercia". Tehát egy cég, amely  hosszú évek során több millió dollárt költött egy megbízható szoftverre, nehezen fog átállni egy újabb nyelvre, főleg annak ismeretében, hogy egy pontos és hiteles szoftver-fordítás és átállás eléggé nehezen kivitelezhető.

## Tulajdonságai
Habár általános célú nyelvként tartják számon, a Fortrant numerikus számításokra optimalizálták. Jellegzetes a hatványozás jele: {\displaystyle **}, és a komplex számok adattípusa (COMPLEX). Szembeszökő, hogy az utasításokat csupa nagybetűvel szokás megadni, bár a legtöbb fordító már kisbetűvel írva is képes megérteni őket. Az már csak kevésbé látható, hogy a szóközök csak a program olvashatóságát, tagoltságát javítják; a szóközök nélkül írt Fortran program ugyanúgy lefordul, és ugyanazt csinálja, mint szóközöket tartalmazó példánya. Így lehet a GO TO GOTO, az ELSE IF ELSEIF, az END DO ENDDO.
A Fortran 90-ben standardizálták a vektor- és a mátrixműveleteket. Ezt segítik a MATLAB segítségével készült BLAS és LAPACK csomagok. Emellett léteznek még más csomagok is, mint például a LINPACK és EISPACK. Számos csomag áll rendelkezésre a különféle tudományos és numerikus számításokhoz. A csomagokat nem kell importálni a programba, csak fordításkor kell kapcsolókat megadni.
A Fortran90 lehetőségei többek között a mutatók kezelésében, a saját típusok és a modulok használatának lehetővé tételében nyilvánulnak meg. A Fortran2003 már lehetővé teszi az objektumorientált, a Fortran2008 a párhuzamos programozást.

### Formátum
A régebbi Fortran programokat kötött formátumban írták, ahol is:
- az első oszlopot a megjegyzés jelének tartották fenn (c, C)
- a második-ötödik oszlopokba kerültek a címkék
- a hatodik oszlop a folytatás jelzésére szolgált
- a hetedik-hetvenkettedik oszlopba kerültek az utasítások

A lyukkártya-korszakból fennmaradt kötött formátumot a Fortran 90 tette opcionálissá. Egy hasonló megkötés volt, hogy a nevek legfeljebb hat betűsek lehettek. A Fortran 90-ben és 95-ben ez a határ 31; a Fortran 2003-as kiadása 63-ra növelte ezt a hosszt, és azt is lehetővé tette, hogy egy utasítást akár 255 sorba is tördelhessenek. Szabad formátumban a sorvégi & jel jelzi a folytatást. Eredetileg mindent nagybetűkkel írtak; ma a nyelv nagybetűérzéketlen.

### Deklaráció
Ugyanebből a korszakból maradt fenn az implicit deklaráció is, ahol az I-N betűvel kezdődő változók egészeket jelölnek a matematikában szokásos módon (INTEGER). A többi betűvel kezdődő név lebegőpontos számot jelent (REAL). Ez a viselkedés azonban felülbírálható:
```
! Minden nem deklarált változó komplex, aminek c-vel vagy z-vel kezdődik a neve

IMPLICIT 
COMPLEX
 
(
c
,
 
z
)

```

vagy letiltható:
```
IMPLICIT NONE

```

Ezután a nem deklarált változók fordításidejű hibát adnak, ami megkönnyíti a hibakeresést.

### Típusok
A Fortran alaptípusai: 
- INTEGER egész számok
- REAL lebegőpontos szám
- DOUBLE PRECISION dupla pontosságú lebegőpontos szám
- COMPLEX komplex szám, két REAL-t tartalmaz
- LOGICAL, logikai érték (.TRUE. vagy .FALSE.)
- CHARACTER, szöveg típus, alapértelmezetten egy hosszúságú

Konstansok deklarálására a PARAMETER kulcsszó szolgál. A szöveges típus hosszát meg kell adni:
Fortran77-ben:
```
       
CHARACTER
*
12
 
::
 
USERNAME

C
 
USERNAME
 
legfeljebb
 
12
 
karakter
 
hosszú
 
lehet

```

Fortran90-ben:
```
CHARACTER
(
LEN
=
12
)
 
::
 
USERNAME
 
!USERNAME legfeljebb 12 karakter hosszú lehet

```

A szöveg értékét aposztrófok között kell megadni. A konkatenáció jele a //.
Szükség lehet arra, hogy egy program mindenütt azonos pontosságú számokat használjon. Ehhez vezették be a KIND-eket. A Fortran77 egyes változataiban, ha egy típus nevét egy csillag és egy szám követte, akkor az a tároláshoz használt bájtok számát jelezte. A Fortran90-be már szabványosítva került be:
```
INTEGER
(
KIND
=
2
)
 
!Ez -32768 és 32767 közötti értékek tárolására alkalmas.

```

ahol is a KIND a 2 hatványa kell, hogy legyen.
A kevésbé pontos KIND-ek a műveletek közben automatikusan konvertálódnak pontosabb KIND-ekké. Ez azonban csalóka lehet, mert ez pontosabb értéket sejtet a megadottnál, ezért az ilyen műveletek kerülendők.
Szöveges értékekre a KIND a karakterkészlet megválasztását jelenti:
```
CHARACTER
(
KIND
=
character_set
,
 
LEN
=
10
)
 
::
 
greek

```

A logikai változókhoz is definiálható KIND, de ez azt jelenti, hogy a két logikai érték egyike tárolódik a megadott számú bájton.

### Alprogramok
Egy Fortran program lehet főprogram, függvény vagy szubrutin. Főprogram a PROGRAM, függvény a FUNCTION, szubrutin a SUBROUTINE kulcsszóval írható. Mindegyik futása leállítható a STOP utasítással. Végüket END jelzi.
A függvénynek egy, a szubrutinnak több visszatérési értéke lehet. A visszatérési értékek megadásához kötelező a RETURN. Érdemes megadni a függvények és a szubrutinok típusát, mert a kikövetkeztetett típus hibaforrás lehet. A paraméterek típusát a deklarációban kell jelezni. Opcionális paraméterek a Fortran90 óta az OPTIONAL kulcsszóval deklarálhatók. Ha az opcionális argumentumokat nem adjuk meg, akkor létre sem jönnek; ez egy újabb hibaforrás. Paraméter-átadáskor a fordítók nem ellenőrzik a paraméterek típusát, ezért ez szintén hibákhoz vezethet. Szubrutin a neve előtti CALL utasítással hívható. A Fortran hagyományosan cím szerint adja át a paramétereket, vagyis nem másolatokat, hanem címeket ad át.
A Fortran90-től kezdve lehetővé vált a név szerinti paraméter-átadás, a rekurzió és a modulok használata. A modulok MODULE kulcsszóval deklarálhatók, és deklarációkat, függvényeket, szubrutinokat, vagy interfészeket tartalmazhatnak. Egy modul használatát USE vezeti be. A név szerinti paraméter-átadást interfészek teszik lehetővé, ahol azt is jelezni kell, hogy a változó bemenő (INTENT IN), kimenő (INTENT OUT), vagy mindkettő (INTENT INOUT). Rekurzív függvények a RECURSIVE kulcsszóval és segédfüggvénnyel (RESULT) írhatók. A rekurzív szubrutinokat elég RECURSIVE-nak deklarálni.

### Beágyazott eljárások
Beágyazott eljárások a Fortran90 óta készíthetők. A gazdaprogramtól CONTAINS kulcsszó választja el, és csak a gazda programból hívhatók. Hozzáférnek a gazda összes változójához; felülírhatják, sőt felüldeklarálhatják őket. A modulokon kívül nem ágyazhatók egymásba; a modulokban a Fortran90-ben egyszintű, a Fortran95-ben és az újabb változatokban tetszőleges szintű beágyazás lehetséges. A beágyazott eljárások az implicit deklaráció megváltoztatását, illetve tiltását is öröklik.
Beágyazott eljárásokkal típuskonstruktorok és generikus eljárások: függvények, szubrutinok is készíthetők.

### Logikai kifejezések és feltételes utasítások
A két logikai értéket .TRUE. és .FALSE. jelöli. A két pont is a név része, ami segíti a szabadabb névválasztást. Logikai változók a LOGICAL megjelöléssel deklarálhatók. A logikai műveleteket a .NOT. (nem), az .AND. (és) és az .OR. (vagy) valósítja meg. Precedenciájuk szerint a .NOT. a legerősebb, ezt követi az .AND., és végül az .OR. Az összehasonlító operátorok:
- .EQ. egyenlő
- .NE. nem egyenlő
- .LT. kisebb
- .LE. kisebb-egyenlő
- .GT. nagyobb
- .GE. nagyobb-egyenlő

A Fortran90 óta használhatók a más programnyelvekben megszokott összehasonlító szimbólumok is.
A feltételes utasításokat IF kezdi és END IF zárja. Lehet egy ELSE és több ELSE IF ága. Ha az utasítások nem a feltétel sorában kezdődnek, akkor kötelező a THEN az IF és az ELSE IF ágakban. A feltétel kiválasztása fentről lefelé halad, így a speciálisabb feltételeket előre kell venni. A feltételes szerkezetek egymásba ágyazhatók, de ha túl mély lenne a beágyazás, vagy túl bonyolultak a feltételek, akkor inkább szubrutint kell használni.

### Ciklusok
A Fortran 77-es verzió szabványában csak egyféle ciklus, a DO ciklus érhető el, ami megfelel a más programnyelvek által használt for ciklusnak. A while és az until ciklusok szervezéséhez a GO TO utasítás megkerülhetetlen. Sok implementáció azonban már tartalmazta ezeket a ciklusokat is. Ezen úgy segítettek, hogy betették a 90-es szabványba az EXIT utasítást, amivel már nem lehet bárhova elugrani. Ez az utasítás arra szolgál, hogy a vezérlés elhagyja a ciklust, és az az utáni első sorra lépjen.
A ciklus belsejében a C-től eltérően nem lehet megváltoztatni a ciklusváltozót, ezért a futtatások száma ránézésre megállapítható.
Fortran77-ben:
```
c
 
Legyen
 
iFunc
()
 
egész
 
é
rtékkel
 
visszatérő
 
függvény
 
.

c
 
A
 
fordítónak
 
csak
 
egyszer
 
kell
 
iFunc
-
ra
 
hivatkoznia
.

DO 
100
 
i
 
=
 
1
,
 
iFunc
(
4711
)

   
c
..
 
valami
 
é
rtelmes
 
művelet

   
c
 
Nem
 
lehet
 
megváltoztatni
 
i
 
é
rtékét

100
 
CONTINUE

```

Ugyanez Fortran90-ben:
```
! Legyen iFunc() egész értékkel visszatérő függvény .

! A fordítónak csak egyszer kell iFunc-ra hivatkoznia.

DO 
i
 
=
 
1
,
 
iFunc
(
4711
)

   
!.. valami értelmes művelet

   
! Nem lehet megváltoztatni i értékét

ENDDO

```

Ugyanez az iteráció C-ben:
```
 
for
 
(
i
 
=
 
1
;
 
i
 
<=
 
iFunc
(
4711
);
 
i
++
)
 
{

    
/* valami értelmes művelet */

    
/* i megváltoztatható */

 
}

```

C-ben a ciklust egy logikai kifejezés határozza meg. Az iteráció addig megy, amíg ez a kifejezés igaz. A ciklus törzsében hívott függvények mellékhatásai megváltoztathatják az i változót, ezért nem biztos, hogy annyiszor fut le a ciklus, ahányszor akarjuk. A Fortran 95 óta lehet egy függvényt vagy szubrutint PURE-nak deklarálni, ami megköveteli a mellékhatásoktól való mentességet. Eszerint a bemenő argumentumok nem módosíthatók. Emellett a PURE-nak deklarált függvény vagy szubrutin nem tartalmazhat I/O utasításokat, és a globális változókart sem módosíthatja. Ha ez mégis megtörténne, akkor fordítási hibát kapunk.

### Tömbök
A Fortranban a tömbök indexelése alapértelmezésben 1-től kezdődik. Egy tömb megadható elemeinek típusával, a nevével és kerek zárójelbe tett hosszával vagy indexhatáraival. A túlindexelést  a fordítók nem figyelik, így ez gyakori hiba. Magasabb dimenziós tömbök is megadhatók, a lehetséges legnagyobb dimenziószám a 7.
Az egydimenziós tömbök kezelhetők vektorként, a kétdimenziósak mátrixként. Teljesen kitöltött mátrixok kezelhetők vektorként is, vagyis lehet őket skálázni, skaláris szorzatukat venni. Függvényekben és szubrutinokban a tömbök méreteinek meghatározása a főprogramra hagyható. Résztömbök indextartományokkal hivatkozhatók. Paraméterként a tömbök helyettesíthetők annyi megfelelő típusú változóval, ahány eleme a tömbnek van. A típusokat a fordítók nem ellenőrzik. A Fortran90 óta lépésköz is használható, tehát lehet például minden második sorra vagy oszlopra hivatkozni.
A Fortran90 óta különféle függvények léteznek a tömbök különböző méreteinek lekérdezésére. A Fortran90 előtt a tömbelemek egymás után oszlopfolytonosan tárolódtak a memóriában, a Fortran90 óta ez nincs meghatározva, akár különböző memóriákba is kerülhetnek az elemek. A tömböket a Fortran nem inicializálja, a frissen létrehozott tömb elemei határozatlanok. Teljes tömbök ciklusokkal tölthetők fel. Régebben szokás volt nagy méretű tömböket deklarálni, és csak részben feltölteni, mivel nem volt dinamikus allokáció. Ez a lehetőség a Fortran90-ben jelent meg először, a deklarációban ALLOCATABLE kulcsszóval, a tulajdonképpeni programban ALLOCATE, illetve DEALLOCATE utasításokkal. Dinamikus tömb csak allokált állapotban használható argumentumként. A tömbelemek feltételes megválasztásához a Fortran90-től kezdve maszkok is készíthetők WHERE feltétel END WHERE blokkal. A blokk egy másik formájában a maszk feltételének nem megfelelő elemekkel is lehet csinálni valamit a blokkban kiadott ELSEWHERE utasítással.

### Stringek
A stringek a CHARACTER kulcsszóval és hosszukkal deklarálhatók. Ez tulajdonképpen a maximális hosszuk. A stringek nem tömbök, ezért nem allokálhatók, de lehet részstringjeikre indexekkel hivatkozni. A stringek indexelése is 1-től kezdődik. Az üres string és az üres részstring nem megengedett; az egykarakteres részstringre úgy lehet hivatkozni, hogy kezdetét és végét ugyanaz a szám jelöli. A stringekben a Fortran megkülönbözteti a kis- és nagybetűket.

### Globális változók
A Fortran hagyományosan nem ismeri a globális változókat. Ehelyett közös blokkokat kell létrehozni a COMMON kulcsszóval, két / közé tett névvel és magukkal a blokkba tartozó, előzetesen deklarált változókkal. A közös tömböket minden olyan részprogramba be kell tenni, ahol hivatkoznak rájuk. A névegyezés nem kötelező, a részprogramok csak a sorrendből tudják, hogy melyik változó melyik. Típusellenőrzés nincs, ezért a közös blokkokat hibaforrásnak tekintik, és lehetőleg mellőzik. Ha mégis használni kell, akkor külön fájlba teszik és INCLUDE-olják mindenhová. A névtelen közös blokk speciális.

### Előre ismert adatok
Az előre ismert értékű változók a DATA kulcsszóval, névvel és két / jel közé tett értékükkel deklarálhatók. Tömbök is deklarálhatók így. A DATA-ban megadott változók nem kerülhetnek be úgy közös blokkokba, mint a közönséges változók; ezen a BLOCK DATA és egy END közé zárt programrészlet segít. Csak itt lehet őket deklarálni és közös blokkba tenni.

### I/O
Változók beolvasására a READ, kiíratásra a WRITE utasítás szolgál. A standard be- és kimenet használatához egy csillagot kell utánuk írni, vagy egy zárójelbe két, vesszővel elválasztott csillagot. Az első csillagot helyettesítheti egy I/O egység száma, a másodikat egy FORMAT utasítás kóddal. Ha a FORMAT utasítás helyett csak egy csillag van, akkor az listavezérelt kiíratás, amit fájlba íráskor kerülni kell. Az egységszámok 1 és 99, egyes rendszereken 1 és 255 közé eshetnek. Az előre megnyitott standard bemenet egységszáma az 5, a standard kimeneté a 6. Egy egységen egy időben legfeljebb egy fájl lehet megnyitva, és a Fortran programban összesen legfeljebb 32 fájl lehet egyszerre megnyitva.
A FORMAT utasítás a kiírandó szöveg formázására szolgál. A formátumban használt leggyakoribb kódok:
- A – szöveg
- D – pontosabb valós szám, exponenciális alak (normálalak)
- E – valós szám, exponenciális alak (normálalak)
- F – valós szám, fixpontos formátum
- I – egész
- X – horizontális ugrás olvasáskor, szóköz íráskor
- / – vertikális ugrás (új sor)

Az E, a D és az F általános formája w.d alakú, ahol w a szám egészrésze, és d a törtrésze. Az egészet jelentő kód után is meg kell adni, hogy milyen hosszú lesz a szám. A szöveget jelentő kódnál is megadható hossz, de nem kötelező. A FORMAT utasítás paramétereként egy ilyen elemekből építkező kódot kell megadni, vagy egy címkét, amivel a kódot tartalmazó sorra mutatunk.
Ha a kiírandó adat túl rövid, akkor a fordítók szóközökkel pótolják ki. Ha az adat törtrésze túl hosszú, akkor kerekíti. Ha az adat egészrésze vagy a szöveges adat túl hosszú, akkor figyelmeztetésként csillagokat ír ki.
Csak megnyitott fájlba lehet írni, vagy onnan olvasni. Egyes egységekre megnyitás nélkül írni, illetve a leírtakat kiolvasni nem fordítási hiba, de nem oda kerülnek az információk, ahova akartuk; ilyen például a 39-es egység, ami a szalagos tárhoz volt rendelve. Ma egy új fájlt hoz létre TAPE39 vagy FTN039.DAT névvel. Ez a szalagos egységek használatának idejéből maradt fenn, és elavultnak tekintik. Az OPEN() utasításban nagyon sok opció adható meg. A FILE = fájlnévben a fájl elérési útját kell megadni. Az UNIT = egységszám megadása is kötelező. A fájl elérése lehet SEQUENTIAL (=szekvenciális, közvetett) vagy DIRECT (=direkt, közvetlen); alapértelmezésben SEQUENTIAL. A fájl formátuma lehet FORMATTED (=formázott) vagy UNFORMATTED (=formázatlan); alapértelmezésben UNFORMATTED. Formázott esetben meg kell adni a rekordhosszt is, erre a RECL = rekordhossz szolgál. A rekordhossz többnyire megfeleltethető a fájl sorainak hosszával. Használat után a fájlt be kell zárni a CLOSE (egységszám) utasítással.
További opciók az ERR=címke az I/O hiba kezelésének címkéje, STA= a fájl állapota: NEW, ha új, OLD, ha régi, és SCRATCH, ha átmeneti. Bezáráskor a fájl törölhető a CLOSE utasítás a STATUS='DELETE' paraméterrel.
A szekvenciális fájlok rekordonként olvashatók a fájl elejétől a fájl végéig. A Fortran77 nem specifikálta a mutató helyét, ezért megnyitás után az olvasáshoz ki kellett adni a REWIND utasítást, amivel a fájl elejére lehet ugrani. A Fortran90 óta az írásra vagy csak olvasásra megnyitott fájl elejére, a hozzáfűzésre megnyitott fájl végére mozog.
Minden olvasás alapértelmezetten új rekordot olvas be, egészen addig, amíg el nem ér a fájl végéig. Visszafelé a BACKSPACE utasítással lehet mozogni. Új rekordokat csak a fájl végére lehet fűzni; REWIND után írni a fájl tartalmának megsemmisülésével jár. A direkt hozzáférésű fájlokban lehet sorszámmal hivatkozni a rekordokra, de ehhez meg kell adni a rekordhosszt, ami a fájl egész életében állandó marad. A formázott fájlok szövegként írhatók-olvashatók, míg a nem formázottak bináris gépi kódot tartalmaztak és nem hordozhatók, gyakran még azonos típusú gépek és operációs rendszerek között sem.
A szövegfájlok rendszerint formázott szekvenciális fájlok. A nem formázott szekvenciális fájlok az egyes programegységek közötti kommunikációra valók. Egy rekord akár több ezer mezőt is tartalmazhat; ennek csak az operációs rendszer szab határt. A nem formázott direkt elérésű fájlok használata hatékonyabbá teheti a programot, de használatához tudni kell, hogy az adott rendszer milyen mértékegységben méri a rekordhosszt, és hogy egy számot hány bájton tárol. A formázott direkt elérésű fájlok rekordhosszát mindenütt karakterben mérik.
A Fortran90 újabb utasításokkal és paraméterekkel bővítette a fájlkezelés képességeit. Így például APPEND-re megnyitva a mutató eleve a fájl végére van pozicionálva, és különféle tulajdonságok kérdezhetők le a fájl megnyitása után.

### Felhasználói típusok
Felhasználói típusok a Fortran90 óta TYPE kulcsszóval hozhatók létre:
```
TYPE 
PONT

REAL 
x
,
 
y
,
 
z

END TYPE 
PONT

```

Ez az adatszerkezet inkább a Pascal rekordjaira és a C nyelv struct-jaira hasonlít, mint osztályokra. Az objektumorientált programozást a Fortran2003 vezette be.
A típusba a % jellel lehet lefúrni:
```
P
%
x
=
4.0

P
%
y
=
4.0

P
%
z
=
5.0

```

Az egyes felhasználói típusok egymásba ágyazhatók. Mélyebbre is le lehet fúrni:
```
golyo
%
kozeppont
%
x

```

Az összetett típusok lehetnek tömbelemek, paraméterek vagy visszatérési értékek. Az egyes adatmezők értékei tömbök is lehetnek, kivéve a dinamikus tömböket.

### Pointerek
A pointereket a Fortran90 vezette be. A pointerek POINTER kulcsszóval és céljuk típusával deklarálandók. A pointerek lehetséges célját TARGET jelöli a deklarációban. Az így megjelölt célra => jellel állítható pointer; ezután a cél hivatkozható a pointer nevével is, de tényleges másolás nem történik. A pointerek hivatkozásait a fordítók automatikusan feloldják. A pointer átállítható egy másik célra, vagy a Null értékre a NULLIFY utasítással.
A pointerek is allokálhatók; ekkor a NULLIFY utasítás memóriaszemetet hagy maga után; helyette deallokálni kell. A pointerek mutathatnak dinamikus tömbökre is. A dinamikus tömbök hatékonyabbak, de a dinamikus pointerek flexibilisebbek.
A pointerek lehetnek argumentumok, de csak INTENT deklaráció nélkül. Használatuk interfészt igényel. Lehetnek visszatérési értékek is. Lehetnek tömbök elemei, mezőértékek is.

## Újabb változatok
A Fortrannak több átdolgozott kiadása is megjelent a Fortran90 óta, de ezek nem terjedtek még el széles körben.

### Fortran95
A Fortran95 újdonságai:
- FORALL és beágyazott WHERE szerkezetek a vektorizáció megkönnyítésére
- PURE és ELEMENTAL eljárások
- A származtatott típusok és a pointerek inicializálása
- A DATA-ban foglaltak inicializálási lehetőségeinek bővítése
- Az allokált tömbök automatikus deallokálásása a hatókör elhagyásával

Több belső függvény használatának körét bővítették, például a MAXLOC kaphat egy dim paramétert.
Eltávolítottak néhány, a régi programozási gyakorlatban használt eszközt, amik azonban számos hibalehetőséget hordoztak magukban:
- REAL és DOUBLE PRECISION ciklusváltozók
- Ugrás blokkon kívüli END IF-re
- H formátumleíró
- Számított címkéjű GO TO utasítások

A Fortran95 kibővítette az allokálható tömbök használati körét. Így lehetnek típusmezők, paraméterek és visszatérési értékek. Az automatikus deallokáció miatt ezzel elmúlik a memóriaszivárgás veszélye, ami pointerek esetén fennáll. Egy másik hasznos lehetőség a lebegőpontos kivételkezelés.
A Fortran95 két opcionális modult is tartalmaz, amik lehetővé teszik a változó hosszúságú stringek kezelését és a feltételes fordítást. Ezek azonban nem érhetők el mindenütt, így hordozható program nem használhatja őket.

### Fortran2003
A Fortran2003 sok új, objektumelvű eszközt vezetett be. A Fortran Munkacsoport honlapján összefoglaló érhető el róluk.
- A felhasználói típusok lehetőségeinek kibővítése: parametrizálhatóság, a hozzáférés ellenőrzése, konstruktorok és finalizátorok
- Öröklődés, polimorfizmus, dinamikus típusallokáció, és típushoz kapcsolódó eljárások
- Az adatkezelés lehetőségeinek bővítése: allokálható komponensek, VOLATILE attributum, explicit típusspecifikáció tömbkonstruktorokban, allokáló utasítások, a pointerkezelés képességének bővítése, a belső eljárások képességeinek bővítése, kiterjesztett inicializáló kifejezések
- Input-output: aszinkron adatátvitel, adatáram hozzáférés, saját típusokhoz készíthető író-olvasó műveletek, a formátum konverziókban történő kerekítések ellenőrzése, az automatikusan megnyitott egységek nevei, kulcsszavak regularizációja, FLUSH utasítás, és hozzáférés a hibaüzenetekhez
- Eljáráspointerek
- Lebegőpontos hibakezelés és IEEE szerinti lebegőpontos aritmetika
- A C nyelvvel való együttműködés javítása, a képességek megfeleltetése
- Nemzetköziség: ISO 10646 négy bájtos karakterek kezelése, tizedespont helyett tizedesvessző választása az I/O utasításokban
- Az operációs rendszerrel való együttműködés: hozzáférés parancssori argumentumokhoz, környezeti változókhoz, és a processzor hibaüzeneteihez
- Almodulok, a modulok specifikációjának és implementációjának szétbontása különböző alprogramokba. Ez javítja a nagy könyvtárak áttekinthetőségét, támogatja az üzleti titkok megőrzését, és segít elkerülni a fordítási kaszkádokat.

### Fortran2008
A Fortran2008 nevével ellentétben 2010-ben jelent meg. Az új képességek a párhuzamos programozást támogatják.
- Almodulok, a modulok további strukturálása
- CO-tömbök, párhuzamos végrehajtási modell[4]
- DO CONCURRENT, függetlenül végrehajtható iterációk
- CONTIGUOUS attributum, tárolási szabályok specifikálása
- BLOCK szerkezet, lokális hatókörű objektumok deklarálását tartalmazhatják
- Rekurzív allokálható komponensek, a felhasználói típusok rekurzív pointereinek alternatívája

### Fortran 2015
A nyelv tervezett következő továbbfejlesztése a Fortran 2015 csak kisebb változtatásokat fog tartalmazni. A tervek közt szerepel további átjárhatóság a Fortran és a C között, további párhuzamossági funkciók, és az "egyszerű hiányosságok, és létező funkciók közötti különbségek eltávolítása".

## Fordítók
Fortran-fordítók minden számítógépre léteznek, a munkaállomásoktól a szuperszámítógépekig.

### Kereskedelmi szoftverek
A kereskedelmi fordítók fő szállítói a számítógépgyártók, mint az IBM, a Sun Microsystems, a HP, az Intel, vagy szoftvergyártók, mint az Absoft, a PGI, a NAG, a Lahey, vagy a Salford. Tisztán Fortran77-fordítókat ma már nem készítenek, mert a Fortran95 majdnem a teljes Fortran77-et tartalmazza, csak néhány hibaforrást távolítottak el belőle.
Egyes termékek magánfelhasználóknak és nem kereskedelmi célokra ingyenes próbaverzióban is elérhetők, mint Linuxra az Intel-Fortran-Compiler, a Sun Studio Express, Windowsra a Salford fordítója, és a DEC Fortran az OpenVMS számára.

### Szabad szoftverek
A majdnem minden platformra elérhető GNU Compiler Collection (GCC) a 4.0-s verzió óta tartalmaz Fortran95 fordítót (GNU Fortran). A GCC korábbi verziói még a Fortran77-hez tartalmaznak fordítót. Emellett a G95 egy másik fordító a Fortran95-höz. Ezen alapul a 2003 gfortran. Az OpenWatcom fejlesztői is megalkották saját FORTRAN-77-fordítójukat.

### Keresztfordítók
Vannak keresztfordítók, amik a Fortran77-ben készült programokat automatikusan C nyelvre fordítják. Ilyen fordító például az f2c. Az így készült C kód azonban nehezen olvasható. A NAG-fordító a C-t köztes nyelvként használja.

### Nyelvi támogatás
Míg a legtöbb fordító a teljes Fortran95 szabványt támogatja, addig a Fortran2003 és a Fortran2008 képességeinek csak egy része érhető el. A Cray és az IBM fordítója azonban a Fortran2003 összes képességét használja.

## Humor
A Fortran77-hez volt egy javaslat, ami betiltotta volna az O betű használatát a változónevekben, hogy ne lehessen összetéveszteni a 0 számjeggyel. Mivel a javaslat A kártékonynak tekinthető O betű nevet viselte, ezért sokan arra gondoltak, hogy az O betűt teljesen ki fogják törölni az ábécéből. Ennek előnyei közé tartozott volna a GO TO utasítás kiküszöbölése, és a nehézkes FORMAT utasítások kivezetése; a GO TO törlése kikényszerítette volna a strukturált programozást. Megjegyezték, hogy ezután egyes régebbi programok nem futnának, de ezek legtöbbje nem lenne konform.
Amikor a bizottság azt kezdte el vitatni, hogy a DO ciklus minimális végrehajtási száma 0 (elöltesztelő) vagy 1 (hátultesztelő) legyen, Loren Meissner azzal az ötlettel állt elő, hogy a minimális végrehajtási szám 2 legyen. Ezt azzal indokolta, hogy ha valamit egyszer akarunk megcsinálni, akkor oda nem kell ciklus.